# Kemény József
Magyargyerőmonostori gróf Kemény József (Gerend, 1795. szeptember 11. – Gerend, 1855. szeptember 12.) erdélyi történetíró.

## Életpályája

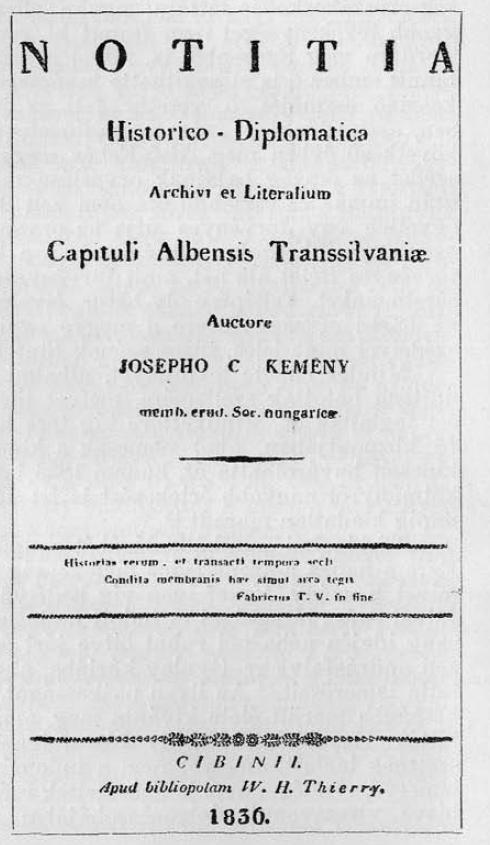

A Kemény családnak ahhoz az ágához tartozott, mely Kemény János fejedelemtől, az önéletrajzírótól, származott. Apja báró Kemény Farkas, anyja gróf Batthyány Teréz, a tudós erdélyi püspök nővére volt. Egyetlen testvére az öt évvel fiatalabb Polyxena volt.
Elemi iskolai tanulmányait házi tanítója, Fekete Ignác gondjaira bízva folytatta. Tízévesen  jutott a kolozsvári piaristák gimnáziumába és 1807-ben a grammatikai II. osztályt befejezve 44 tanuló közül a 34 eminens közt az első maradt egész éven át. Különc apját ekkoriban, 1808. augusztus 12-én emelték grófi rangra.
A líceum után 1812-től a kolozsvári jogakadémián tanult, majd 1814-ben apja kívánságára hivatali pályára lépett. 1814-ben kolozsmegyei törvényszéki ülnökké választották, de csakhamar átment a kolozsvári Guberniumhoz, ahol 1815. január 9-én esküdött fel kancellistának. Költekezései miatt apja 1818-ban gyakornoki állást eszközölt ki számára Bécsben az erdélyi udvari kancelláriánál. Beleszeretett egy karintiai nemesi származású tanár leányába, a ritka műveltségű húszéves
Láng Annába, és apja tudta és beleegyezése nélkül 1821 őszén feleségül vette. Az addig léha életű gróf szorgalmas hivatalnok lett a kancellárián. Apja szigora némileg megenyhült és 1826-ban feleségével és fiával hazatérhetett Erdélybe. Közel két évig élt báró Apor Lázár altorjai udvarházában, míg kibékült az apjával. Nagyszebenbe költözött, majd 1827 nyarán tiszteletbeli kincstári titkár lett. Apja halála (1830. szeptember 20) után örökölte annak vagyonát. Nem sokkal később meghalt 12 éves leánya, Malvina.
1831-ben erdélyi kincstári titoknoki rangot kapott. Húsz évig szolgált ingyen Kolozsvárt, Bécsben és Nagyszebenben, de apja befolyására, aki ellenezte házasságát, tiszteletbeli kormányzósági tanácsosságnál nem vitte többre. A hivatali életet nem szerette, ezért 1834-ben lemondott állásáról, hogy tisztán a tudománynak élhessen. Már Bécsben is főként kutatással és tudománnyal foglalkozott. Ekkoriban vetette meg oklevélmásolat-gyűjteményének alapjait.

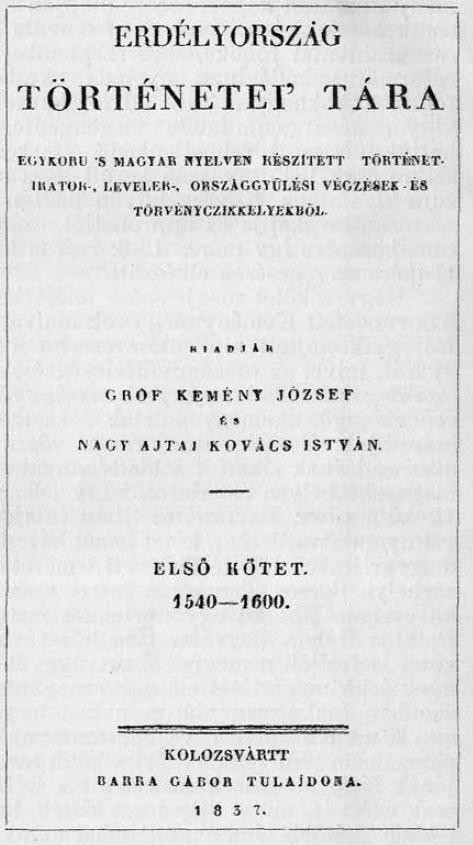

Erdély történetének megírására és a régi írók kiadására törekedett. Ezért kutatta ennek forrásait, a régi okleveleket és iratokat. 1841 elején azt állította, hogy aki már most Erdély histoire raisonnée-járól ábrándozik, kész csaló, mert megírásához tanulmány kell, a történeti források körültekintő felkutatása és kritikai használata szükséges. Ezek nélkül elvész a történelem matematikai értéke s az egész mesévé változik, holott a történelem morálját csakis a fenti módon lehet és szabad sikeresen s meggyőzően felépíteni.
Fiatalon megírta az erdélyi kormányzóság történetét (1814), majd a katolikus egyház erdélyi történetét a kezdetektől a reformációig. Hatalmas gyűjteménye az Erdélyi Múzeum-Egyesülethez került. Hagyatékában oklevelek és krónikák mellett verses művek, egyház- és jogtörténeti kötetek, római régészeti, felirattani és érmészeti anyag, föld- és néprajzi adatok és ásványgyűjtemény található. Ma is nélkülözhetetlen hat kötetnyi forráskiadványa.
1830-ban öt cikket írt a Tudományos Gyűjteményben az erdélyi románokról, saját családjáról, illetve a Kemények címerében levő szarvasról, Gelenczei Szőke Ambrus régi székely költőről és „Hameln város elvesztett gyermekeiről s az erdélyi szászok abbéli eredetéről való meséjének" irodalmáról. Egyidejűleg a Nemzeti Társalkodóba is küldött cikket Hunyadi János nemzetségéről, a románok tudományos törekvéseiről, a Báthoryak származásáról és Kecskés váráról.
Az elsők között foglalkozott gazdaságtörténettel. Gyűjtötte Erdély kereskedelmének és iparának emlékeit és 1833-ban megírta annak történetét. A magyar műemlékvédelem egyik úttörője volt. Néhány saját kezűleg hamisított oklevelet is publikált, de máskülönben nagyon lelkiismeretes és gondos történész volt. Érdemeiért a Magyar Tudós Társaság 1831-ben tagjává választotta, amit a bécsi császári Akadémia, majd a párizsi Akadémia tagsága követett, egy sor hazai és külföldi egyesület mellett. Egészségét a lankadatlan munka aláásta és viszonylag korán halt meg gerendi kastélyában.

## Művei

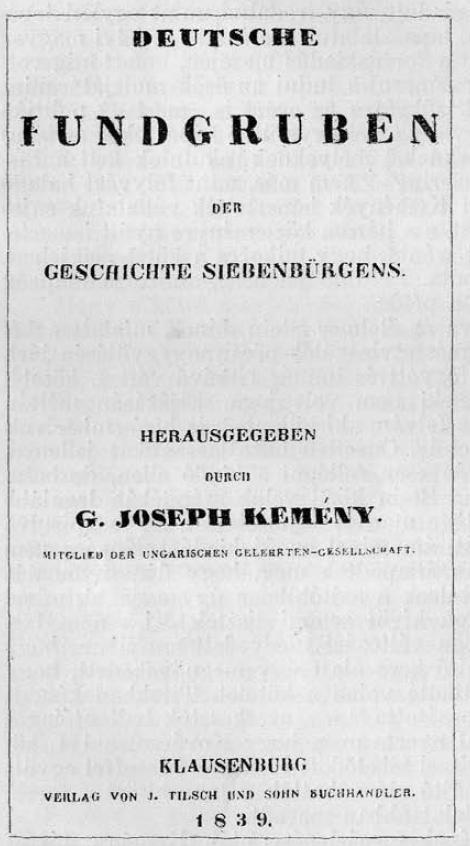

- História, ritus et progressus regii in Transilvania gubernii. (1814) Kézirata eredetileg a nagyszebeni a Samuel von Brukenthal-féle könyvtárba került.
- Vicissitudines Religionis et Cleri Romamo-Catholici in Transilvania. A prima ejusdem origine, usque ad receptionem Religionum Protestantium et Unitariae deductae per Comitem Iosephum Kemény Hungaro-Transilvanum. (Kézirat az esztergomi főegyházmegyei könyvtárban.) Ajánlva Rudnay Sándor esztergomi érseknek és primásnak. (Vindobonae, die 18-a Decembris. Anno 1819.)
- Erdélyország történetei' tára. (Kolozsvár, 1837.)
- Ansichten über die Entstehung des ungarischen und des damit verbundenen siebenbürgischen Staates und dessen Staatsverfassung. Hermanstadt den 17. April 1838. (Gróf Kemény József kézirata báró Bedeus Gusztáv családi levéltárába került, Nagyszebenben.)
- Erdélyi pecsétek gyűjteménye. I–V. 413. sz. kézirat, egykor az Erdélyi Múzeum-Egyesület Könyvtárában, jelenleg a Román Akadémia Kolozsvári Könyvtárában. I. 13. T. 59; 14. T. 61. (téves, az előző pecsét hibásan értelmezett lenyomata!), 62., 63; 15. T. 67; 16. T. 69–71.
- Történelmi és irodalmi kalászatok. Történelmi és irodalmi berek, 2. (Budapest. 1861.)